# 埃涅阿斯纪
《埃涅阿斯纪》（拉丁語：Aeneis，發音：[ae̯ˈneːɪs] 或 [ˈae̯neɪs]，發音：/ɪˈniːɪd/ ih-NEE-id），或譯艾尼亞斯記、伊尼亞斯紀，是古羅馬诗人維吉爾于公元前29年至前19年創作的史詩，叙述了埃涅阿斯在特洛伊陷落之后辗转来到意大利，最终成为罗马人祖先的故事。
史诗共9896行，分十二卷。按故事情节可以分成前後兩部分，各六卷。也有人把它分成三部分，各四卷。分成兩部分的理由是前半仿古詩人荷馬的《奥德修记》，寫埃涅阿斯的流浪；後半仿《伊利亚特》，寫埃涅阿斯與图耳努斯的戰争。分成三部分的理由是第一部分以特洛伊的陷落和狄多的悲剧为中心；第二部分是过渡，写埃涅阿斯到达意大利、结盟、准备战争；第三部分写战争。
传说中的埃涅阿斯是特洛伊王子，是爱神阿佛洛狄忒的儿子，曾在荷马史诗《伊利亚特》中出场。他和罗马的联系在之前是模糊的，维吉尔将特洛伊的毁灭、埃涅阿斯的逃亡和罗马的建立联系起来，写成了震撼人心的罗马史诗，解释了布匿战争，颂扬了罗马的传统精神。

## 版本

### 原版
比較重要的校勘版有：
- R. Mynors, P. Vergili Maronis Opera, Oxford Classical Texts, 1969
- G. B. Conte, P. Vergilus Maro. Aeneis., Teubner, 2009

比較重要的翻譯、註釋有：
- G. P. Binder, Vergilius Maro: Aeneis. Ein Kommentar, Trier: Wissenschaftlicher Verlag Trier, 2019

## 外部連結
- 《The Aeneid》 - Standard Ebooks
- Template:Perseus – Latin text, Dryden translation, and T.C. Williams translation (from the Perseus Project)
- Gutenberg Project: John Dryden translation (1697) （页面存档备份，存于）
- Gutenberg Project: J. W. Mackail translation (1885) （页面存档备份，存于）
- Gutenberg Project: E. F. Taylor translation (1907) （页面存档备份，存于）
- Gutenberg Project: Rolfe Humphries translation (1951) （页面存档备份，存于）
- Fairclough's Loeb Translation (1916) StoicTherapy.com （页面存档备份，存于） (Complete)
- Fairclough's Loeb Translation (1916) Theoi.com （页面存档备份，存于） (Books 1–6 only)
- The Online Library of Liberty Project from Liberty Fund, Inc.: The Aeneid (Dryden translation, New York: P.F. Collier and Son, 1909) （页面存档备份，存于） (PDF and HTML)
- LibriVox中的公有领域有声书《The Aeneid》